# Daniel J. Hulme
Daniel Hulme (nacido el 21 de febrero de 1980) es un empresario y académico británico que trabaja en el campo de la inteligencia artificial (IA), la tecnología aplicada y la ética. Es el director ejecutivo (CEO) y conocido fundador de Satalia, que pasó a WPP plc en 2021, donde también es director de IA. Hulme también es un inversor en empresas de tecnología emergentes.
Hulme fundó Satalia en 2007, una empresa que ofrece productos de inteligencia artificial y consultoría para gobiernos y empresas como Tesco, PwC y la BBC. Recibió un doctorado en IA de la University College de Londres (UCL) y ahora es su empresario residente en Ciencias de la Computación, donde enseña cómo se puede aplicar la IA para resolver problemas empresariales y sociales. Después de dejar Satalia para trabajar en Wire Plastic Products (WPP) Hulme asumió el doble rol de Director de IA en WPP, donde es responsable de informar y coordinar la IA en todo el grupo. Hulme es un inversor ángel y también un orador público y escritor frecuente sobre temas de IA, ética, tecnología, innovación, descentralización y diseño organizacional.

## Joventud y educación
Hulme nació en 1980. Creció en la ciudad costera de Morecambe, en el noroeste de Inglaterra. Después de terminar la escuela secundaria, Hulme se mudó a Londres para estudiar en el University College de Londres. Al completar su licenciatura, Hulme permaneció en la UCL para completar una maestría y luego un doctorado en ingeniería. Los tres títulos versaban en materias relacionadas con la IA. En 2009, Hulme recibió una Beca Kauffman Global Entrepreneur, que le permitió visitar institutos en los Estados Unidos para comprender mejor su cultura de innovación y lo que los empresarios del Reino Unido podrían aprender de ella. Esto incluyó una gira por universidades como Stanford, MIT, Berkeley y Harvard, junto con una estancia en la sede central de Cisco Systems en Silicon Valley.

## Carrera profesional

### Satalia
Hulme fundó NPComplete Limited (actualmente Satalia) en 2007 y fue incorporada en 2008, unos meses antes de completar su doctorado. NPComplete Limited cotiza como Satalia. La empresa, basada en Londres, ofrece servicios de consultoría tecnológica, centrándose en la IA, ayudando a las organizaciones a aprovechar la ciencia de datos, el aprendizaje automático y la IA para resolver problemas complejos, incluida la optimización en tiempo real. NPComplete describe la NP-completitud matemática, una clase de problemas exponenciales en el campo de la teoría de la complejidad computacional. El nombre comercial de NPComplete, Satalia, debe su origen al acrónimo de SAT (abreviatura de satisfacibilidad, como en el problema booleano de satisfacibilidad ) y la frase latina Et alia. Satalia busca resolver problemas difíciles, en particular la clase de problemas exponencialmente difíciles que se encuentran en la academia y la industria conocidos como dureza NP. Si bien gran parte del enfoque de Satalia se centra en ayudar a las empresas a reducir costos y aumentar los ingresos, Hulme ha declarado que la empresa también tiene una visión más amplia. Se trata de ayudar a cualquier persona, de cualquier parte del mundo, a contribuir a las innovaciones y "permitir a todos vivir más allá de sí mismos", incluso si esta no es la realidad dentro de Satalia. En 2016, Satalia fue la única empresa del Reino Unido que apareció en la lista Gartner Cool Vendors de ciencia de datos. En noviembre de 2019, City AM informó que Satalia era la empresa número 39 en el ranking de rápido crecimiento en el Reino Unido, con un crecimiento del 886% en tres años. Satalia fue adquirida por WPP plc en agosto de 2021, acorde a unos rumores de 100.000.000 de dólares, con Hulme como accionista mayoritario. Si bien Hulme continúa desempeñando sus funciones como CEO de Satalia, como parte de la adquisición fue nombrado director de IA de WPP y fue reconocido por la revista AI en 2023 como uno de los 10 principales directores de IA a nivel mundial.

### Información académica
Hulme realizó su máster en torno a simulaciones de vida con redes neuronales artificiales. Su doctorado abarcó el modelado de cerebros de abejorros y la optimización matemática. Hulme se mantuvo en la UCL tras completar su doctorado, como  docente. Desde 2014 hasta octubre de 2019 fue Director de la Maestría en Análisis Empresarial de la UCL, que se encargaba de aplicar la IA a problemas gubernamentales, sociales y empresariales. A partir de 2020, Hulme es el empresario residente de la UCL. También es miembro del cuerpo docente y profesor de la Singularity University, y profesor invitado en el Instituto Marshall de la Escuela de Economía de Londres.

### Compromiso público
Hulme habla frecuentemente en plataformas como TEDx y Google, además de numerosos eventos. Se especializa en Inteligencia Artificial, Descentralización, Diseño Organizacional e Innovación. Ha escrito artículos y contribuido en varios libros, en gran parte sobre IA, pero también en temas como la tecnología aplicada o cuestiones éticas relacionadas. En 2017, junto con Elon Musk, Stuart J. Russell, Geoffrey Hinton y Demis Hassabis, Hulme fue uno de los 116 fundadores de empresas de robótica e inteligencia artificial que firmaron una carta abierta a las Naciones Unidas, advirtiendo contra el uso de la IA en armas autónomas. Hulme también realiza consultas con varias empresas, gobiernos y otras organizaciones, independientemente de Satalia.